# Trójkąt podwójnie asymptotyczny
Trójkąt podwójnie asymptotyczny – figura utworzona przez prostą oraz dwa różne promienie wychodzące z danego punktu A leżącego poza tą prostą, równoległe do niej.
Można zdefiniować trójkąt podwójnie asymptotyczny posiłkując się pojęciem punktu w nieskończoności. Jest to figura utworzona przez prostą M∞N∞ oraz dwa różne promienie wychodzące z jednego punktu A leżącego poza tą prostą równoległe do tej prostej, gdzie M∞ i N∞ są punktami w nieskończoności. Tylko jeden z jego kątów jest niezerowy – kąt między dwoma promieniami. Kąt ten jest dwukrotnością kąta równoległości punktu A względem prostej p. Punkt A jest skończonym wierzchołkiem trójkąta podwójnie asymptotycznego. Boki (promienie) AM∞ i AN∞ nazywają się ramionami trójkąta podwójnie asymptotycznego, a prostą M∞N∞ - podstawą trójkąta podwójnie asymptotycznego.

Trójkąt N _{∞}AM _{∞} jest trójkątem podwójnie asymptotycznym. Punkty N _{∞} i M _{∞} są punktami w nieskończoności.

## Własności
- Trójkąt podwójnie asymptotyczny jest figurą symetryczną względem prostej prostopadłej do jego podstawy przechodzącej przez jego skończony wierzchołek. Kąty między tą prostopadłą i każdym z ramion są równe kątowi równoległości wierzchołka skończonego względem podstawy. Długość odcinka prostopadłej łączącego wierzchołek skończony z jego rzutem na podstawę jednoznacznie wyznacza kąt równoległości (czyli z dokładnością do przystawania figur wyznacza trójkąt podwójnie asymptotyczny).
- Trójkąt podwójnie asymptotyczny jest sumą dwóch przystających trójkątów asymptotycznych prostopadłych.
- Trójkąt podwójnie asymptotyczny ma pole skończone[2]. Jest to wniosek ze skończoności pola trójkąta asymptotycznego[2].
- Dwa trójkąty podwójnie asymptotyczne są przystające wtedy i tylko wtedy, gdy mają równe pola[3].
- Dwa trójkąty podwójnie asymptotyczne są przystające wtedy i tylko wtedy, gdy w obu wierzchołek niebędący punktem w nieskończoności leży w tej samej odległości od boku, który jest prostą.
- Dwa trójkąty podwójnie asymptotyczne są przystające wtedy i tylko wtedy, gdy w obu kąt między promieniami jest taki sam.
- Podstawa trójkąta podwójnie asymptotycznego jest prostą zagradzającą niezerowy kąt tego trójkąta.

## Zastosowania w sztuce

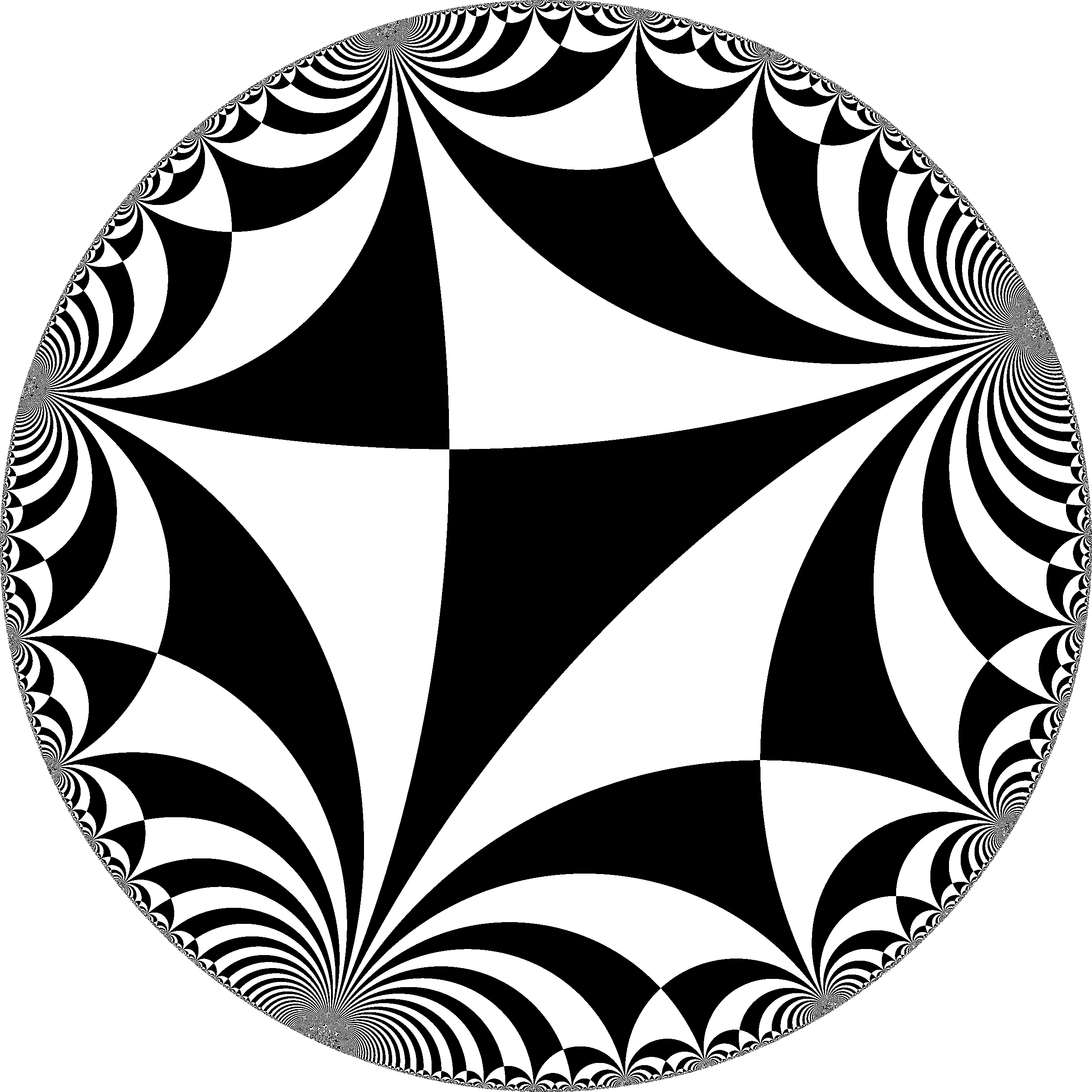
Jeden z możliwych parkietarzy koła trójkątami podwójnie asymptotycznymi

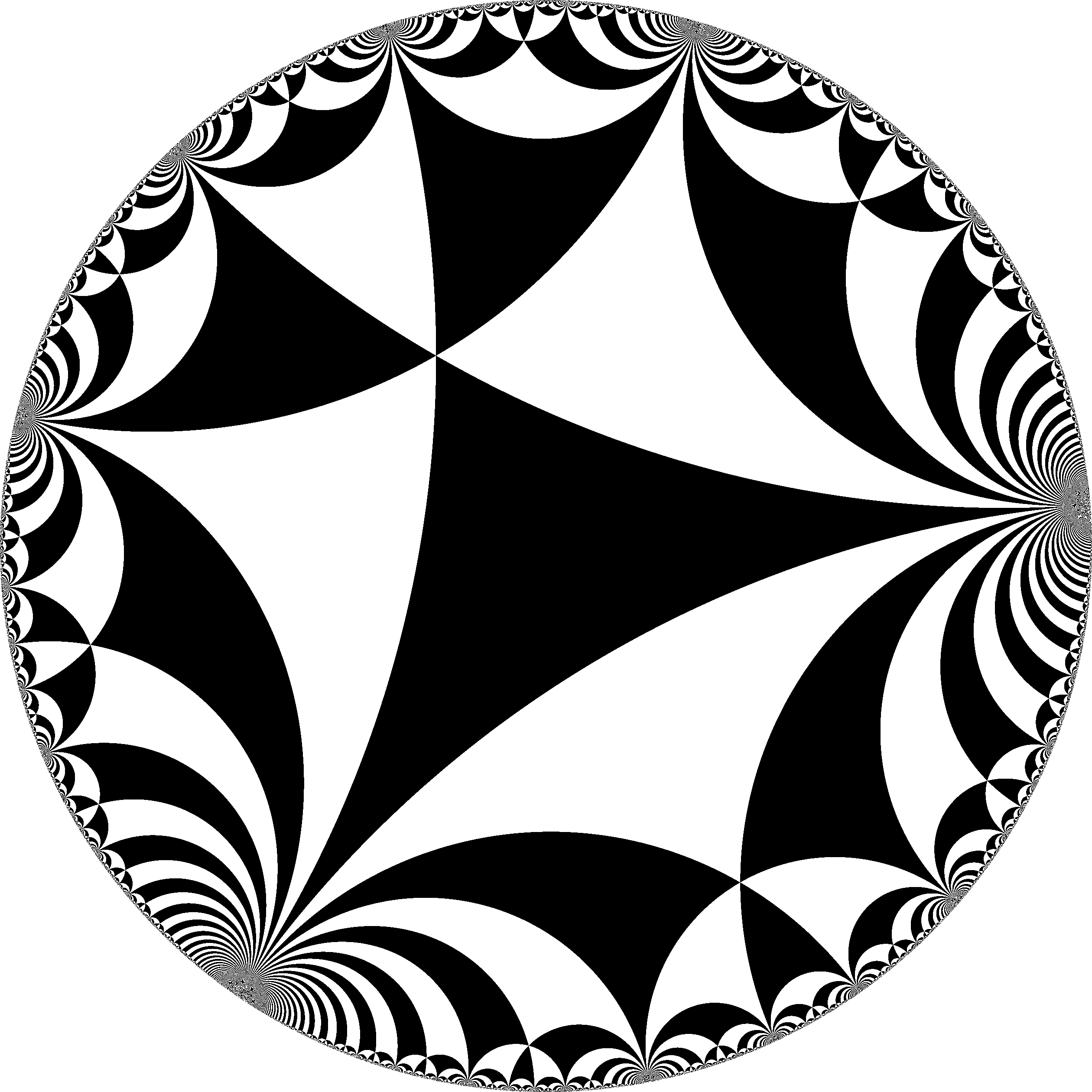
Parkietarz koła trójkątami podwójnie asymptotycznymi

- Trójkąty podwójnie asymptotyczne mają zastosowania graficzne. Można układać z nich parkietarze koła (w modelu konforemnym geometrii hiperbolicznej). Dwa z trzech wierzchołków takiego trójkąta leżą na okręgu będącym brzegiem koła. Każdy z trójkątów parkietarzu, zarówno biały, jak i czarny, ma tę własność.